# Kostel svatého Havla (Počedělice)
Kostel svatého Havla v Počedělicích je barokně upravená, původně gotická sakrální stavba, stojící v jihozápadní části obce při Ohři v areálu tvořeném hřbitovem. Je chráněn jako kulturní památka České republiky.

## Historie a stavební vývoj
Kostel je podle podle typologie klenebních konzol presbytáře dílem první poloviny 14. století. Okna lodi, která Pocheho kompendium považovalo za románská, vznikla podle kostelních účtů až během barokní přestavby kostela v letech 1749–1750. Do 14. století ostatně kladou kostel i další autoři: Bohumil Matějka, Zdeněk Wirth, Dobroslav Líbal či Miroslav Adámek.
Nejstarší písemná zmínka o kostele pochází z roku 1352, kdy platil do papežské pokladny v regionu nadprůměrnou částku 24 grošů. Písemně je zde v roce 1356 zmiňován nejmenovaný plebán, který asistoval při instalaci nového duchovního správce v kostele v Orasicích. První farář známý jménem byl Petr, který si v roce 1361 vyměnil místo s Lidéřem, duchovním správcem v Kojeticích u Neratovic.
Z předhusitského období jsou známa jména několika dalších farářů. V lednu 1365 přišel místo Lidéře farář Pavel a toho od března 1377 nahradil kněz Protiva z Lidic. Protiva se dostal do sporů se svými farníky z toho důvodu, že vyžadoval při křtech více kmotrů, než bylo obvyklé. Pak se faráři střídali v rychlém sledu, poslední známý předhusitský katolický farář byl v roce 1422 Václav. Po třicetileté válce počedělická farnost zanikla a kostel se stal filiálním k Chožovu.
V letech 1749–1750 proběhla přestavba kostela. Během ní byla postavena současná sakristie, stržen štít mezi lodí a presbytářem, původní západní vchod byl zazděn, zřízen jižní portál a středověká okna nahrazena stávajícími. Roku 1789 byl vystavěn sanktusník. Po roce 1945 stavba značně zchátrala a postupně přišla o veškeré vnitřní vybavení. Nicméně v roce 1976 byl kostel opatřen novým krovem.
Duchovní správci kostela jsou uvedeni na stránce Římskokatolická farnost Chožov.

## Architektura
Kostel je jednolodní, obdélný. Má užší, pětiboce uzavřený presbytář s opěráky a obdélnou sakristii po severní straně. Západní průčelí má hrotitý profilovaný portál a barokní volutový štít v celé šíři. Boční fasády jsou zcela hladké, s polokruhově zakončenými okny. Presbytář je členěn opěráky a v závěru třemi úzkými hrotitými okny. V jižní fasádě lodi je obdélný vchod.
Presbytář je sklenut křížovou žebrovou klenbou a pětidílnou paprsčitou žebrovou klenbou v závěru. Žebra jsou hrušková a jsou zde kružbové konzoly. V severní stěně je hrotitý výklenkový sanktuář v profilovaném rámci. V jižní stěně je malý hrotitý výklenek. Triumfální oblouk je hrotitý, okosený. Loď kostela má plochý strop. Dřevěná kruchta spočívá na jednom pilíři. V severní části západní stěny je zazděné hrotité okénko. Sakristie má pravoúhlý vstup a valenou klenbu s lunetami.

## Vybavení
Kromě torza novobarokního hlavního oltáře je kostel prázdný. V západní stěně lodi je osazený náhrobník Elišky z Vršovic a Polenska snad z roku 1474. Původní jsou oltářní menzy obou postranních oltářů a hlavního v presbytáři, které jsou pozdně barokně upravené. Gotické nástěnné malby ze 14. století jsou zabíleny.

## Okolí kostela
Kostel je obklopen hřbitovem a jeho kamenná zeď plní vzhledem k blízkosti Ohře i funkci protipovodňové hráze. Brána na hřbitov je barokní. Má pravoúhlý vchod a trojúhelníkový štít v němž se nachází malá nika. V areálu je severovýchodně od kostela novogotická kaple Nejsvětější Trojice v hlubokém polokruhově ukončeném výklenku a se dvěma andílky na vysokém podstavci a severně od kostela zdevastovaný kamenný kříž z 30. let 19. století.